# بيتر كولز
بيتر كولز (بالإنجليزية: Peter Coles)‏ هو عالم فيزياء فلكية بريطاني، ولد في 4 يونيو 1963 في نيوكاسل أبون تاين في المملكة المتحدة.

## وصلات خارجية
- الموقع الرسمي